# Televisión analógica

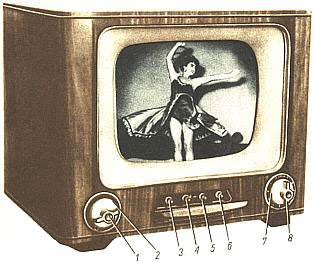
Primitivo receptor analógico monocromo con grandes diales para el control del volumen y la selección de canales, y otros más pequeños para el ajuste fino, el brillo, el contraste y los ajustes de retención horizontal y vertical.

La televisión analógica es la tecnología de televisión original que utiliza señales analógicas para transmitir vídeo y audio. En una emisión de televisión analógica, el brillo, los colores y el sonido se representan mediante la amplitud, la fase y la frecuencia de una señal analógica.
Las señales analógicas varían en una gama continua de valores posibles, lo que significa que pueden introducirse ruidos electrónicos e interferencias. Así, con la analógica, una señal moderadamente débil se convierte en nevada y está sujeta a interferencias. En cambio, la calidad de imagen de una señal de televisión digital (TDT) sigue siendo buena hasta que el nivel de la señal cae por debajo de un umbral en el que la recepción ya no es posible o se vuelve intermitente.
La televisión analógica puede ser inalámbrica (televisión terrestre y televisión por satélite) o distribuirse a través de una red de cable como televisión por cable.
Todos los sistemas de radiodifusión televisiva utilizaban señales analógicas antes de la llegada de la TDT. Motivada por los menores requisitos de ancho de banda de las señales digitales comprimidas, a finales de la década de 2000 se está produciendo una transición a la televisión digital en la mayoría de los países del mundo, con distintos plazos para el cese de las emisiones analógicas. Varios países ya han realizado el cambio, mientras que el resto sigue en marcha, principalmente en África, Asia y Sudamérica.

## Desarrollo
Los primeros sistemas de televisión analógica eran sistemas de televisión mecánicos que utilizaban discos giratorios con patrones de agujeros perforados en el disco para escanear una imagen. Un disco similar reconstruía la imagen en el receptor. La sincronización de la rotación del disco receptor se realizaba mediante impulsos de sincronización emitidos con la información de la imagen. Los sistemas de cámara utilizaban discos giratorios similares y requerían una iluminación intensa del objeto para que el detector de luz funcionara. Las imágenes reproducidas por estos sistemas mecánicos eran tenues, de muy baja resolución y parpadeaban mucho.
La televisión analógica no empezó en serio como industria hasta el desarrollo del tubo de rayos catódicos (TRC), que utiliza un haz de electrones enfocado para trazar líneas a través de una superficie recubierta de fósforo. El haz de electrones podía barrer la pantalla mucho más rápido que cualquier sistema de disco mecánico, lo que permitía líneas de barrido más espaciadas y una resolución de imagen mucho mayor. Además, un sistema totalmente electrónico requería mucho menos mantenimiento que un sistema mecánico de disco giratorio. Los sistemas totalmente electrónicos se popularizaron en los hogares tras la Segunda Guerra Mundial.

## Estándares

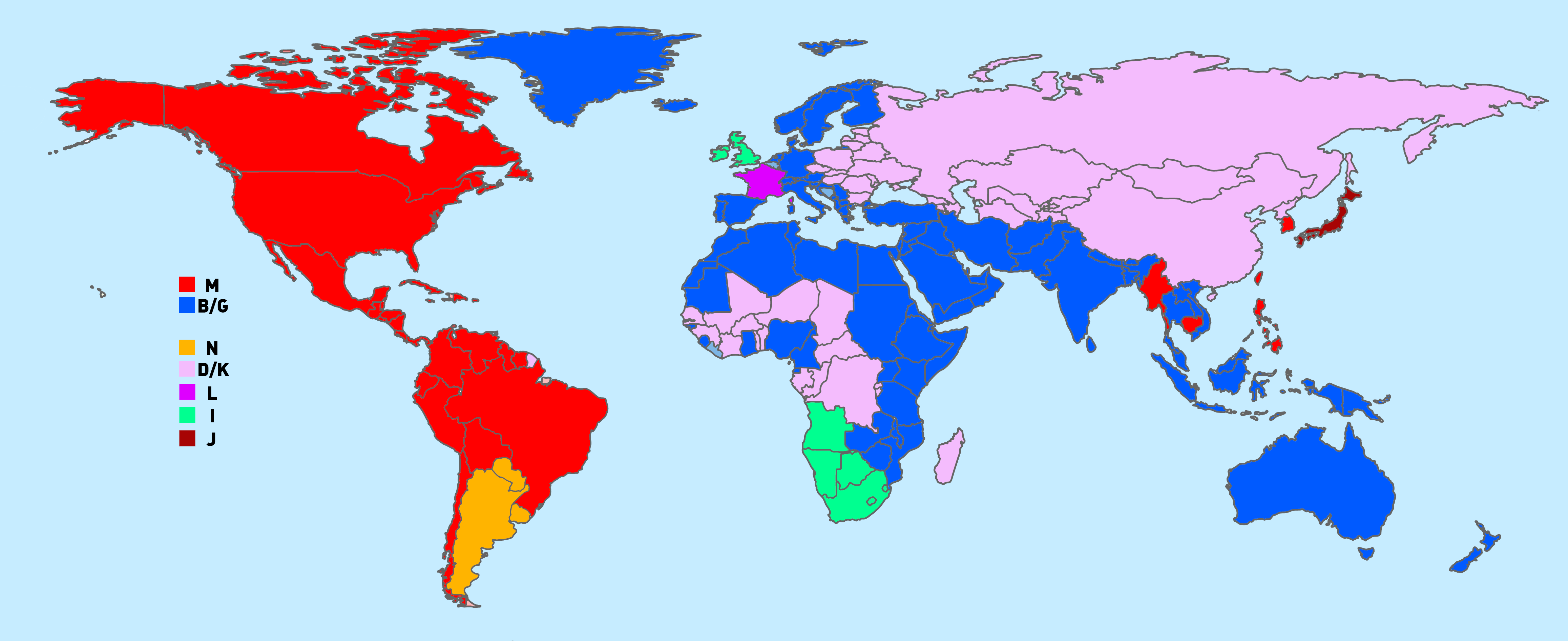
Sistema de televisión analógica por país

Las emisoras de televisión analógica codifican su señal utilizando distintos sistemas. Los sistemas oficiales de transmisión fueron definidos por la UIT en 1961 como: A, B, C, D, E, F, G, H, I, K, K1, L, M y N. Estos sistemas determinan el número de líneas de barrido, la frecuencia de imagen, el ancho de canal, el ancho de banda de vídeo, la separación vídeo-audio, etc. A la señal monocroma de base puede añadirse un esquema de codificación en color (NTSC, PAL o SECAM). Mediante modulación RF, la señal se modula entonces sobre una onda portadora de muy alta frecuencia (VHF) o de frecuencia ultraalta (UHF). Cada fotograma de una imagen de televisión se compone de líneas de barrido dibujadas en la pantalla. Las líneas son de brillo variable; todo el conjunto de líneas se dibuja lo suficientemente rápido como para que el ojo humano lo perciba como una sola imagen. El proceso se repite y se muestra el siguiente fotograma secuencial, lo que permite la representación del movimiento. La señal de televisión analógica contiene información de temporización y sincronización para que el receptor pueda reconstruir una imagen bidimensional en movimiento a partir de una señal unidimensional variable en el tiempo.
Los primeros sistemas comerciales de televisión eran en blanco y negro; el inicio de la televisión en color se produjo en la década de 1950.
Un sistema de televisión práctico necesita tomar señales de luminancia, crominancia (en un sistema de color), sincronización (horizontal y vertical) y audio, y emitirlas a través de una transmisión de radio. El sistema de transmisión debe incluir un medio de selección de canales de televisión.
Los sistemas analógicos de radiodifusión televisiva tienen distintas frecuencias de imagen y resoluciones. Existen otras diferencias en la frecuencia y modulación de la portadora de audio. Las combinaciones monocromas que aún existían en los años 50 fueron estandarizadas por la Unión Internacional de Telecomunicaciones (UIT) como letras mayúsculas de la A a la N. Cuando se introdujo la televisión en color, la información de crominancia se añadió a las señales monocromas de una forma que los televisores en blanco y negro ignoran. De este modo se consiguió la compatibilidad con versiones anteriores.
Existen tres normas para codificar y transmitir la información adicional sobre el color. El primero fue el sistema NTSC estadounidense. Las normas PAL europea y australiana y SECAM francesa y de la antigua Unión Soviética se desarrollaron posteriormente e intentan subsanar ciertos defectos del sistema NTSC. La codificación del color de PAL es similar a la de los sistemas NTSC. SECAM, sin embargo, utiliza un enfoque de modulación diferente al de PAL o NTSC. PAL tuvo una evolución tardía denominada PALplus, que permitía las emisiones en pantalla ancha sin dejar de ser totalmente compatible con los equipos PAL existentes.
En principio, los tres sistemas de codificación del color pueden utilizarse con cualquier combinación de línea de exploración/velocidad de fotogramas. Por lo tanto, para describir completamente una señal determinada, es necesario citar el sistema de color más la norma de emisión en mayúsculas. Por ejemplo, Estados Unidos, Canadá, México y Corea del Sur utilizan NTSC-M, Japón utiliza NTSC-J, el Reino Unido utiliza PAL-I, Francia utiliza SECAM-L, gran parte de Europa Occidental y Australia utilizan PAL-B/G, la mayor parte de Europa Oriental utiliza SECAM-D/K o PAL-D/K, etc.
No existen todas las combinaciones posibles. NTSC sólo se utiliza con el sistema M, aunque hubo experimentos con NTSC-A (405 líneas) en el Reino Unido y NTSC-N (625 líneas) en parte de Sudamérica. PAL se utiliza con varias normas de 625 líneas (B, G, D, K, I, N), pero también con la norma norteamericana de 525 líneas, denominada PAL-M. Del mismo modo, SECAM se utiliza con diversas normas de 625 líneas.
Por esta razón, muchas personas se refieren a cualquier señal de tipo 625/25 como PAL y a cualquier señal 525/30 como NTSC, incluso cuando se refieren a señales digitales; por ejemplo, en DVD-Vídeo, que no contiene ninguna codificación analógica de color y, por lo tanto, ninguna señal PAL o NTSC.
Aunque en todo el mundo se utilizan distintos sistemas de radiodifusión televisiva, se aplican los mismos principios de funcionamiento.

## Visualización de una imagen

La exploración de trama se realiza de izquierda a derecha y de arriba abajo. Una vez escaneada la pantalla, el haz vuelve al principio de la primera línea.

Un televisor de tubo de rayos catódicos (TRC) muestra una imagen mediante el barrido de un haz de electrones a través de la pantalla en un patrón de líneas horizontales conocido como trama. Al final de cada línea, el haz vuelve al principio de la línea siguiente; al final de la última línea, el haz vuelve al principio de la primera línea en la parte superior de la pantalla. Al pasar por cada punto, la intensidad del haz varía, variando la luminancia de ese punto. Un sistema de televisión en color es similar, salvo que hay tres haces que escanean juntos y una señal adicional conocida como crominancia controla el color del punto.
Cuando se desarrolló la televisión analógica, no existía ninguna tecnología asequible para almacenar señales de vídeo; la señal de luminancia tenía que generarse y transmitirse al mismo tiempo que se visualizaba en la TRC. Por lo tanto, era esencial mantener el barrido de trama en la cámara (u otro dispositivo para producir la señal) en sincronización exacta con el barrido en el televisor.
La física de la TRC exige que se deje un intervalo de tiempo finito para que el punto retroceda hasta el comienzo de la línea siguiente (retroceso horizontal) o hasta el comienzo de la pantalla (retroceso vertical). La temporización de la señal de luminancia debe permitirlo.

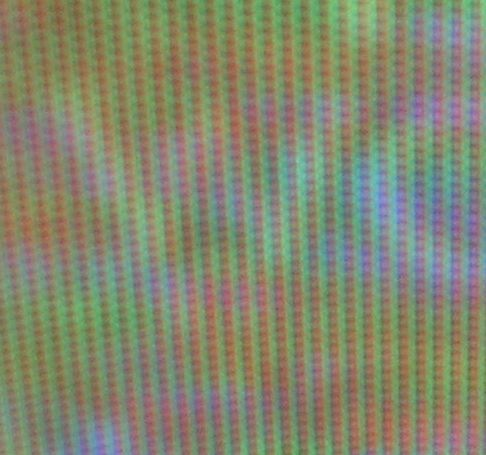
Primer plano de la pantalla en color analógica

El ojo humano tiene una característica llamada fenómeno phi. La visualización rápida de imágenes de barrido sucesivas crea la ilusión de movimiento suave. El parpadeo de la imagen puede resolverse parcialmente utilizando un recubrimiento de fósforo de larga persistencia en el TRC, de modo que las imágenes sucesivas se desvanezcan lentamente. Sin embargo, el fósforo lento tiene el efecto secundario negativo de provocar borrosidad y desenfoque de la imagen cuando se produce un movimiento rápido en la pantalla.
La frecuencia de imagen máxima depende del ancho de banda de la electrónica y del sistema de transmisión, así como del número de líneas de barrido horizontal de la imagen. Una frecuencia de imagen de 25 o 30 hercios es un compromiso satisfactorio, mientras que el proceso de entrelazado de dos campos de vídeo de la imagen por fotograma se utiliza para construir la imagen. Este proceso duplica el número aparente de fotogramas de vídeo por segundo y reduce aún más el parpadeo y otros defectos de la transmisión.

## Recepción de señales
El sistema de televisión de cada país especificará un número de canales de televisión dentro de los rangos de frecuencia UHF o VHF. En realidad, un canal consta de dos señales: la información de imagen se transmite mediante modulación de amplitud en una frecuencia portadora, y el sonido se transmite con modulación de frecuencia en una frecuencia con un desplazamiento fijo (normalmente de 4,5 a 6 MHz) respecto a la señal de imagen.
Las frecuencias de canal elegidas representan un compromiso entre permitir un ancho de banda suficiente para el vídeo (y, por tanto, una resolución de imagen satisfactoria) y permitir que se empaqueten suficientes canales en la banda de frecuencias disponible. En la práctica, se utiliza una técnica llamada banda lateral vestigial para reducir la separación entre canales, que sería casi el doble del ancho de banda de vídeo si se utilizara AM pura.
La recepción de la señal se realiza invariablemente a través de un receptor superheterodino: la primera etapa es un sintonizador que selecciona un canal de televisión y lo desplaza en frecuencia a una frecuencia intermedia (FI) fija. El amplificador de señal amplifica las etapas de FI desde microvoltios hasta fracciones de voltio.

### Extracción del sonido
En este punto, la señal FI está formada por una señal portadora de vídeo a una frecuencia y la portadora de sonido a un desplazamiento fijo en frecuencia. Un demodulador recupera la señal de vídeo. También a la salida del mismo demodulador hay una nueva portadora de sonido modulada en frecuencia en la frecuencia de desplazamiento. En algunos aparatos fabricados antes de 1948, ésta se filtraba y la FI de sonido de unos 22 MHz se enviaba a un demodulador de FM para recuperar la señal de sonido básica. En los aparatos más nuevos, esta nueva portadora en la frecuencia de desplazamiento se mantenía como sonido interportadora y se enviaba a un demodulador de FM para recuperar la señal de sonido básica. Una ventaja particular del sonido interportador es que cuando se ajusta la perilla de sintonía fina del panel frontal, la frecuencia de la portadora de sonido no cambia con la sintonía, sino que permanece en la frecuencia de desplazamiento antes mencionada. Por consiguiente, es más fácil sintonizar la imagen sin perder el sonido.
A continuación, la portadora de sonido FM se demodula, amplifica y utiliza para accionar un altavoz. Hasta la llegada de los sistemas NICAM y MTS, las transmisiones de sonido por televisión eran monofónicas.

### Estructura de una señal de vídeo
La portadora de vídeo se demodula para dar una señal de vídeo compuesto que contiene señales de luminancia, crominancia y sincronización. El resultado es idéntico al formato de vídeo compuesto utilizado por los aparatos de vídeo analógico, como las videograbadoras o las cámaras de CCTV. Para garantizar una buena linealidad y, por tanto, fidelidad, en consonancia con unos costes de fabricación asequibles de los transmisores y receptores, la portadora de vídeo nunca se modula hasta el punto de apagarse por completo. Cuando se introdujo el sonido entre portadoras en 1948, el hecho de no desconectar completamente la portadora tuvo el efecto secundario de permitir la implantación económica del sonido entre portadoras.

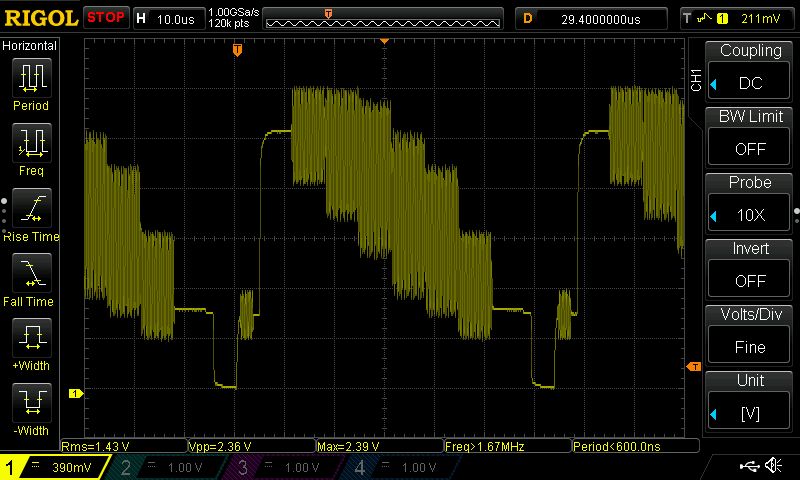
Señal de vídeo compuesto NTSC (analógico)

Cada línea de la imagen visualizada se transmite mediante una señal como la que se muestra arriba. El mismo formato básico (con pequeñas diferencias relacionadas principalmente con la temporización y la codificación del color) se utiliza para los sistemas de televisión PAL, NTSC y SECAM. Una señal monocroma es idéntica a una en color, con la excepción de que los elementos mostrados en color en el diagrama (la ráfaga de color y la señal de crominancia) no están presentes.
El pórtico delantero es un breve periodo (alrededor de 1,5 microsegundos) que se intercala entre el final de cada línea de imagen transmitida y el flanco de subida del pulso de sincronización de la línea siguiente. Su propósito era permitir que los niveles de voltaje se estabilizaran en los televisores más antiguos, evitando interferencias entre las líneas de imagen. El pórtico delantero es el primer componente del intervalo de cegado horizontal, que también contiene el pulso de sincronización horizontal y el porche trasero.

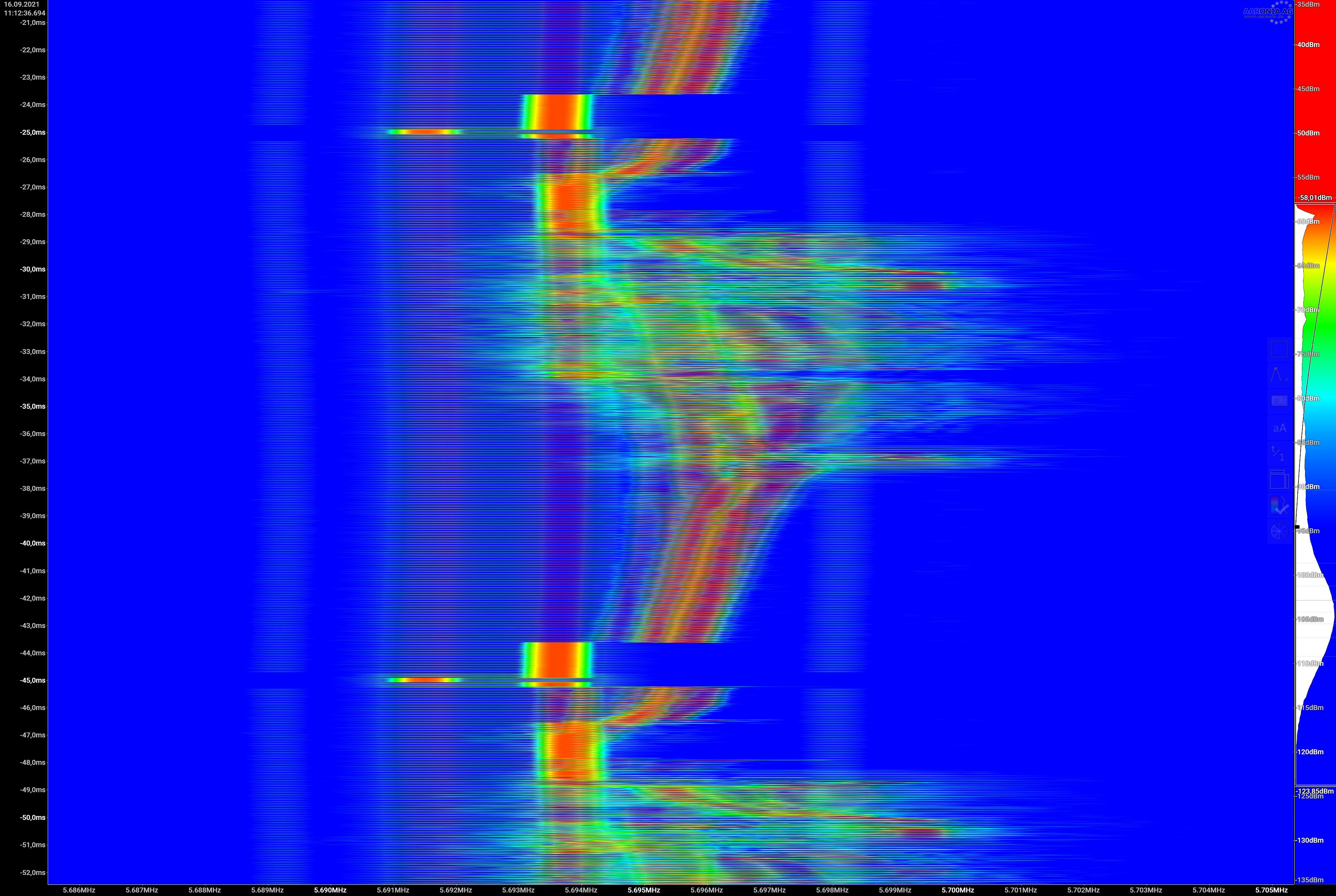
Visualización en cascada de una trama PAL entrelazada de 20 ms de duración con alta resolución FFT

El pórtico trasero es la porción de cada línea de barrido comprendida entre el final (flanco ascendente) del impulso de sincronismo horizontal y el inicio del vídeo activo. Se utiliza para restaurar la referencia del nivel de negro (300 mV) en vídeo analógico. En términos de procesamiento de señal, compensa el tiempo de caída y el tiempo de establecimiento que siguen al pulso de sincronismo.
En los sistemas de televisión en color como PAL y NTSC, este periodo también incluye la señal de estallido de color. En el sistema SECAM, contiene la subportadora de referencia para cada señal de diferencia de color consecutiva con el fin de establecer la referencia de color cero.
En algunos sistemas profesionales, sobre todo en los enlaces por satélite entre emplazamientos, el audio digital se incrusta dentro de los impulsos de sincronización de línea de la señal de vídeo, para ahorrar el coste de alquilar un segundo canal. El nombre de este sistema patentado es Sound-in-Syncs.

### Extracción de señales de vídeo monocromo

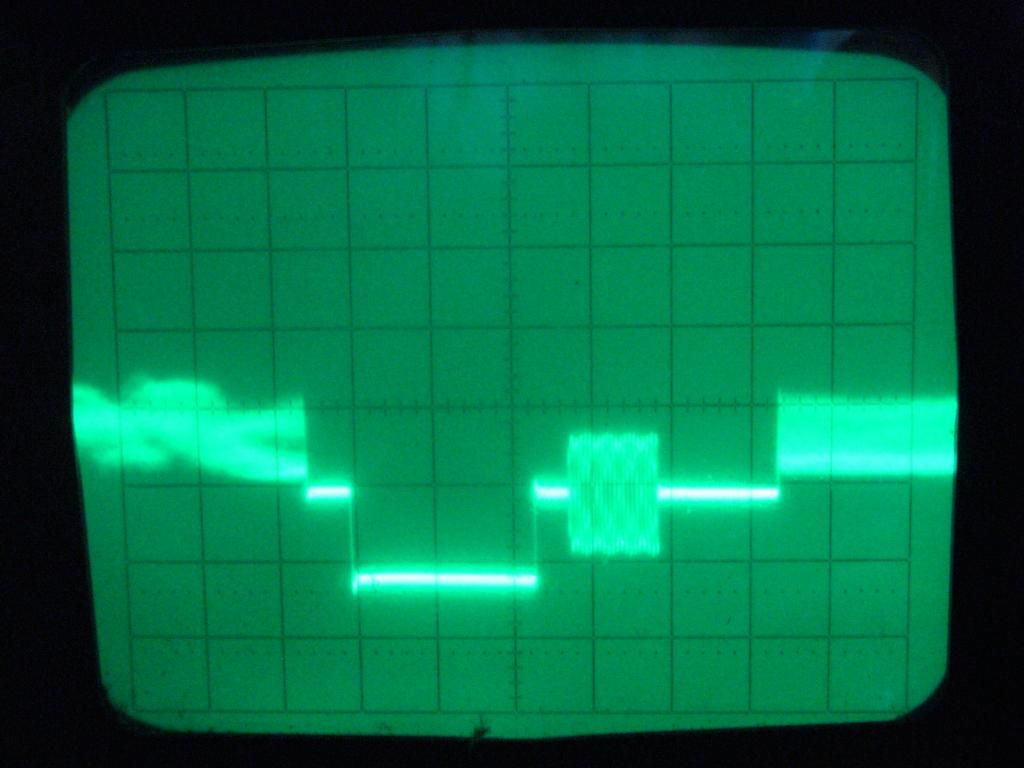
Porción de una señal de vídeo PAL. De izquierda a derecha: final de una línea de exploración de vídeo, pórtico delantero, impulso de sincronización horizontal, pórtico trasero con estallido de color y comienzo de la línea siguiente.

El componente de luminancia de una señal de vídeo compuesto varía entre 0 V y aproximadamente 0,7 V por encima del nivel de negro. En el sistema NTSC, hay un nivel de señal de supresión utilizado durante el pórtico anterior y posterior, y un nivel de señal de negro 75 mV por encima; en PAL y SECAM son idénticos.
En un receptor monocromo, la señal de luminancia se amplifica para accionar la rejilla de control del cañón de electrones del CRT. Esto cambia la intensidad del haz de electrones y, por tanto, el brillo del punto que se explora. Los controles de brillo y contraste determinan el desplazamiento de CC y la amplificación, respectivamente.

### Extracción de la señal de vídeo en color

#### Señales U y V
Una señal en color transmite información de cada uno de los componentes rojo, verde y azul de una imagen. Sin embargo, no se transmiten simplemente como tres señales separadas, porque: tal señal no sería compatible con los receptores monocromos, una consideración importante cuando se introdujo por primera vez la radiodifusión en color. También ocuparía tres veces el ancho de banda de la televisión actual, lo que obligaría a reducir el número de canales de televisión disponibles.

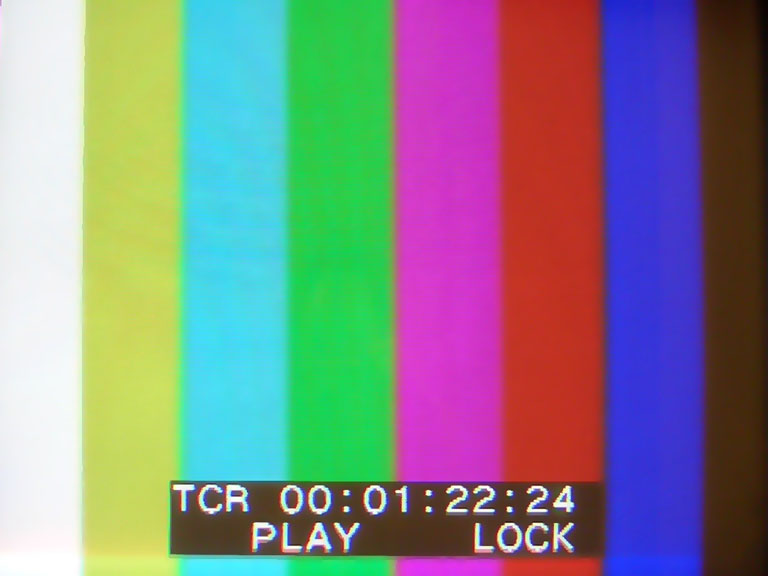
Señal de prueba del generador de barras de color

En su lugar, las señales RGB se convierten en forma YUV, donde la señal Y representa la luminancia de los colores de la imagen. Como el objetivo de los sistemas de cine y televisión monocromos es reproducir los colores de esta forma, la señal Y es ideal para transmitirla como señal de luminancia. Esto garantiza que un receptor monocromo muestre una imagen correcta en blanco y negro, donde un color determinado se reproduce mediante un tono de gris que refleja correctamente lo claro u oscuro que es el color original.
Las señales U y V son señales de diferencia de color. La señal U es la diferencia entre la señal B y la señal Y, también conocida como B menos Y (B-Y), y la señal V es la diferencia entre la señal R y la señal Y, también conocida como R menos Y (R-Y). La señal U representa el color azul púrpura o su complementario, el verde amarillento, y la señal V el color rojo púrpura o su complementario, el cian verdoso. La ventaja de este esquema es que las señales U y V son cero cuando la imagen no tiene contenido de color. Como el ojo humano es más sensible a los detalles en luminancia que en color, las señales U y V pueden transmitirse con un ancho de banda reducido con resultados aceptables.
En el receptor, un único demodulador puede extraer una combinación aditiva de U más V. Un ejemplo es el demodulador X utilizado en el sistema de demodulación X/Z. En ese mismo sistema, un segundo demodulador, el demodulador Z, también extrae una combinación aditiva de U más V, pero en una proporción diferente. En ese mismo sistema, un segundo demodulador, el demodulador Z, también extrae una combinación aditiva de U más V, pero en una proporción diferente. Las señales de diferencia de color X y Z se matricializan a su vez en tres señales de diferencia de color, (R-Y), (B-Y) y (G-Y). Las combinaciones de normalmente dos, pero a veces tres demoduladores eran:
1. (I) / (Q), (como se utilizaba en el RCA CTC-2 de 1954 y en la serie "Colortrak" de RCA de 1985, y en el Arvin de 1954, y en algunos monitores profesionales en color de la década de 1990),
2. (R-Y) / (Q), como el utilizado en el receptor en color de 21 pulgadas RCA de 1955,
3. (R-Y) / (B-Y), utilizado en el primer receptor en color del mercado (Westinghouse, no RCA),
4. (R-Y) / (G-Y), (como se utiliza en el chasis RCA Victor CTC-4),
5. (R-Y) / (B-Y) / (G-Y),
6. (X) / (Z), como se utilizaba en muchos receptores de finales de los 50 y durante los 60.

Al final, al matrizar las señales de diferencia de color c a f se obtuvieron las tres señales de diferencia de color (R-Y), (B-Y) y (G-Y).
Las señales R, G y B del receptor necesarias para el dispositivo de visualización (CRT, pantalla de plasma o pantalla LCD) se derivan electrónicamente matricializando de la siguiente manera: R es la combinación aditiva de (R-Y) con Y, G es la combinación aditiva de (G-Y) con Y, y B es la combinación aditiva de (B-Y) con Y. Todo esto se consigue electrónicamente. Se puede observar que en el proceso de combinación, la parte de baja resolución de las señales Y se cancela, dejando las señales R, G y B capaces de renderizar una imagen de baja resolución a todo color. Sin embargo, las partes de mayor resolución de las señales Y no se anulan, por lo que están igualmente presentes en R, G y B, produciendo el detalle de la imagen de mayor resolución en monocromo, aunque al ojo humano le parezca una imagen a todo color y de máxima resolución.

#### Sistemas NTSC y PAL

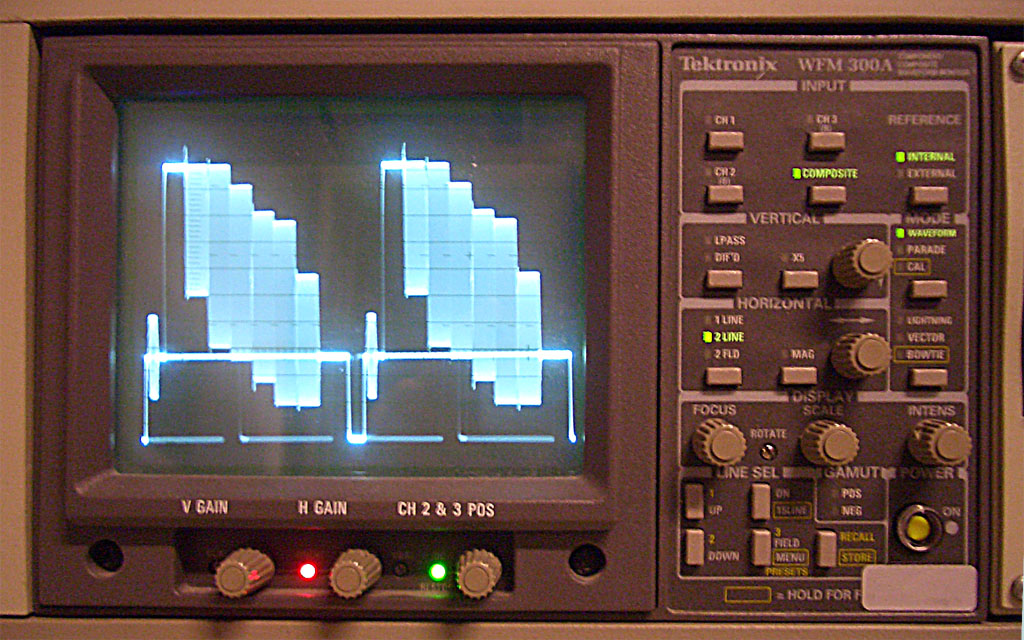
Señales de color mezcladas con la señal de vídeo (dos líneas horizontales en secuencia)

En los sistemas de color NTSC y PAL, U y V se transmiten utilizando la modulación de amplitud en cuadratura de una subportadora. Este tipo de modulación aplica dos señales independientes a una subportadora, con la idea de que ambas señales se recuperen independientemente en el extremo receptor. Para NTSC, la subportadora está a 3,58 MHz. Para el sistema PAL está a 4,43 MHz. La subportadora en sí no está incluida en la señal modulada (portadora suprimida), son las bandas laterales de la subportadora las que llevan la información de U y V. La razón habitual para utilizar la portadora suprimida es que ahorra potencia del transmisor. En esta aplicación, una ventaja más importante es que la señal de color desaparece por completo en las escenas en blanco y negro. La subportadora está dentro del ancho de banda de la señal de luminancia principal y, en consecuencia, puede causar artefactos indeseables en la imagen, tanto más perceptibles en los receptores en blanco y negro.
Una pequeña muestra de la subportadora, el estallido de color, se incluye en la porción de supresión horizontal, que no es visible en la pantalla. Esto es necesario para dar al receptor una referencia de fase para la señal modulada. En la modulación de amplitud en cuadratura, la señal de crominancia modulada cambia de fase con respecto a su subportadora y también cambia de amplitud. La amplitud de crominancia (cuando se considera junto con la señal Y) representa la saturación aproximada de un color, y la fase de crominancia frente a la subportadora de referencia representa aproximadamente el tono del color. Para determinados colores de prueba que se encuentran en el patrón de barras de color de prueba, las amplitudes y fases exactas se definen a veces sólo con fines de prueba y solución de problemas.
Debido a la naturaleza del proceso de modulación de amplitud en cuadratura que creó la señal de crominancia, en determinados momentos, la señal representa sólo la señal U, y 70 nanosegundos (NTSC) después, representa sólo la señal V. Unos 70 nanosegundos más tarde aún, -U, y otros 70 nanosegundos, -V. Para extraer U, se utiliza un demodulador síncrono que utiliza la subportadora para pasar brevemente el croma cada 280 nanosegundos, de modo que la salida es sólo un tren de impulsos discretos, cada uno con una amplitud que es la misma que la señal U original en el momento correspondiente. En efecto, estos pulsos son muestras analógicas en tiempo discreto de la señal U. A continuación, los impulsos se filtran en paso bajo para recuperar la señal U analógica original en tiempo continuo. Para V, una subportadora desplazada 90 grados compuerta brevemente la señal de croma cada 280 nanosegundos, y el resto del proceso es idéntico al utilizado para la señal U.
La conmutación en cualquier otro momento distinto de los mencionados anteriormente producirá una mezcla aditiva de dos de U, V, -U o -V. Uno de estos métodos de conmutación fuera del eje (es decir, de los ejes U y V) se denomina demodulación I/Q. Otro esquema fuera del eje mucho más popular era el sistema de demodulación X/Z. Una matriz posterior recuperaba las señales U y V originales. Este esquema fue en realidad el esquema demodulador más popular a lo largo de los años 60.
El proceso anterior utiliza la subportadora. Pero, como ya se ha dicho, se elimina antes de la transmisión y sólo se transmite el croma. Por lo tanto, el receptor debe reconstituir la subportadora. Para ello, se transmite una breve ráfaga de la subportadora, conocida como ráfaga de color, durante el back porch (periodo de supresión de rastreo) de cada línea de exploración. Un oscilador de subportadora en el receptor se bloquea en esta señal (véase bucle de enganche de fase) para conseguir una referencia de fase, lo que hace que el oscilador produzca la subportadora reconstituida.

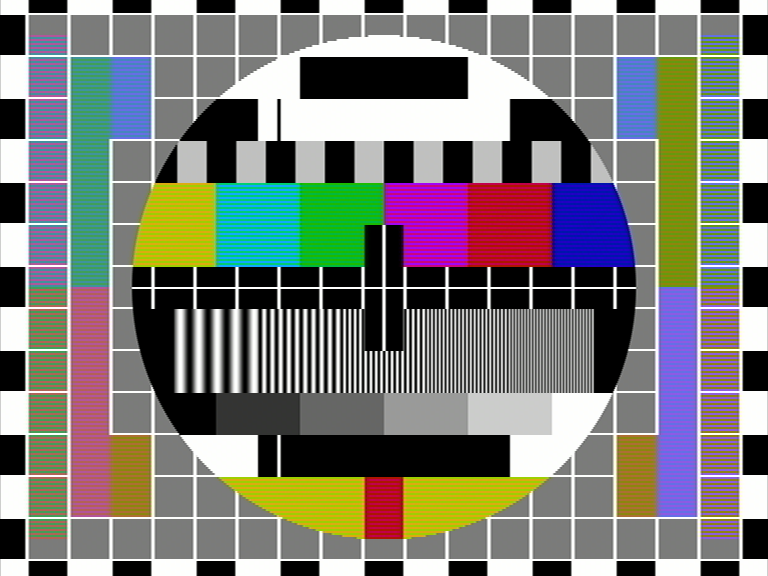
Tarjeta de prueba que muestra las "barras de Hannover" (efecto de fase de bandas de color) en el modo de transmisión de la señal PAL-S (simple).

NTSC utiliza este proceso sin modificaciones. Desgraciadamente, esto da lugar a menudo a una mala reproducción del color debido a errores de fase en la señal recibida, causados a veces por trayectos múltiples, pero sobre todo por una mala implementación en el estudio. Con la llegada de los receptores de estado sólido, la televisión por cable y los equipos de estudio digitales para la conversión a una señal analógica por aire, estos problemas de NTSC se han solucionado en gran medida, dejando el error del operador en el estudio como el único punto débil de la reproducción del color del sistema NTSC. En cualquier caso, el sistema PAL D (retardo) corrige principalmente este tipo de errores invirtiendo la fase de la señal en cada línea sucesiva y promediando los resultados en pares de líneas. Este proceso se consigue mediante el uso de una línea de retardo de duración 1H (donde H = frecuencia de barrido horizontal). Los errores de desplazamiento de fase entre líneas sucesivas se cancelan, por tanto, y la amplitud de la señal deseada aumenta cuando se vuelven a combinar las dos señales en fase (coincidentes).
NTSC es más eficiente en cuanto al espectro que PAL, ofreciendo más detalles de imagen para un ancho de banda determinado. Esto se debe a que los sofisticados filtros en peine de los receptores son más eficaces con la secuencia de 4 cuadros de color de NTSC que con la secuencia de 8 cuadros de PAL. Sin embargo, al final, la mayor anchura de canal de la mayoría de los sistemas PAL en Europa sigue dando ventaja a los sistemas PAL a la hora de transmitir más detalles de imagen.

#### Sistema SECAM
En el sistema de televisión SECAM, U y V se transmiten en líneas alternas, utilizando una modulación de frecuencia simple de dos subportadoras de color diferentes.
En algunas pantallas analógicas CRT en color, a partir de 1956, la señal de control de brillo (luminancia) se alimenta a las conexiones catódicas de los cañones de electrones, y las señales de diferencia de color (señales de crominancia) se alimentan a las conexiones de las rejillas de control. Esta sencilla técnica de mezcla matricial de los CRT se sustituyó en posteriores diseños de procesamiento de señales de estado sólido por el método matricial original utilizado en los receptores de TV en color de 1954 y 1955.

## Sincronización
Los impulsos de sincronización que se añaden a la señal de vídeo al final de cada línea de barrido y de cada fotograma de vídeo garantizan que los osciladores de barrido del receptor permanezcan sincronizados con la señal transmitida para que la imagen pueda reconstruirse en la pantalla del receptor.
Un circuito separador de sincronización detecta los niveles de tensión de sincronización y clasifica los pulsos en sincronización horizontal y vertical.

### Sincronización horizontal
El impulso de sincronización horizontal separa las líneas de exploración. La señal de sincronización horizontal es un único pulso corto que indica el inicio de cada línea. Le sigue el resto de la línea de exploración, con una señal que oscila entre 0,3 V (negro) y 1 V (blanco), hasta el siguiente impulso de sincronización horizontal o vertical.
El formato del pulso de sincronización horizontal varía. En el sistema NTSC de 525 líneas es un pulso de 4,85 μs a 0 V. En el sistema PAL de 625 líneas el pulso es de 4,7 μs a 0 V. Esto es inferior a la amplitud de cualquier señal de vídeo (más negro que el negro), por lo que puede ser detectado por el circuito separador de sincronismo sensible al nivel del receptor.
Se definen dos intervalos de tiempo: el intervalo frontal entre el final del vídeo visualizado y el inicio del pulso de sincronización, y el intervalo posterior después del pulso de sincronización y antes del vídeo visualizado. Estos intervalos y el propio pulso de sincronización se denominan intervalo de cegado horizontal (o retroceso) y representan el tiempo que el haz de electrones de la TRC regresa al inicio de la siguiente línea de visualización.

### Sincronización vertical
Para la opción gráfica que ofrecen los videojuegos, véase Tearing
La sincronización vertical separa los campos de vídeo. En PAL y NTSC, el impulso de sincronización vertical se produce dentro del intervalo de supresión vertical. Los pulsos de sincronización vertical se realizan prolongando la longitud de los pulsos de sincronización horizontal a través de casi toda la longitud de la línea de exploración.
La señal de sincronismo vertical es una serie de impulsos mucho más largos que indican el inicio de un nuevo campo. Los impulsos de sincronización ocupan todo el intervalo de una serie de líneas al principio y al final de una exploración; no se transmite información de imagen durante el retroceso vertical. La secuencia de impulsos está diseñada para permitir que la sincronización horizontal continúe durante el retroceso vertical; también indica si cada campo representa líneas pares o impares en sistemas entrelazados (dependiendo de si comienza al principio de una línea horizontal o a mitad de camino).
El formato de dicha señal en NTSC de 525 líneas es:
- impulsos de preecualización (6 para iniciar la exploración de líneas impares, 5 para iniciar la exploración de líneas pares)
- pulsos de sincronización larga (5 pulsos)
- impulsos de post-ecualización (5 para iniciar la exploración de líneas impares, 4 para iniciar la exploración de líneas pares)

Cada impulso de pre o post ecualización consiste en media línea de barrido de señal negra: 2 μs a 0 V, seguidos de 30 μs a 0,3 V. Cada impulso de sincronización largo consiste en un impulso de ecualización con los tiempos invertidos: 30 μs a 0 V, seguidos de 2 μs a 0,3 V.
En la producción de vídeo y gráficos por ordenador, los cambios en la imagen se realizan a menudo durante el intervalo de cegado vertical para evitar la discontinuidad visible de la imagen. Si esta imagen en el framebuffer se actualiza con una nueva imagen mientras se refresca la pantalla, ésta muestra un batiburrillo de ambos fotogramas, produciendo saltos de página a mitad de la imagen.

### Retención horizontal y vertical
Los osciladores de barrido (o deflexión) se diseñaron para funcionar sin señal de la emisora de televisión (o VCR, ordenador u otra fuente de vídeo compuesto). Esto permite que el receptor de televisión muestre una trama y que se presente una imagen durante la colocación de la antena. Con una intensidad de señal suficiente, el circuito separador de sincronismo del receptor dividiría los impulsos de base de tiempo del vídeo entrante y los utilizaría para reiniciar los osciladores horizontal y vertical en el momento adecuado para sincronizarse con la señal de la emisora.
La oscilación libre del circuito horizontal es especialmente crítica, ya que los circuitos de deflexión horizontal suelen alimentar el transformador flyback (que proporciona potencial de aceleración al TRC), así como los filamentos del tubo rectificador de alta tensión y, a veces, el filamento o filamentos del propio TRC. Sin el funcionamiento del oscilador horizontal y las etapas de salida en estos receptores de televisión, no habría iluminación de la cara del TRC.
La falta de componentes de sincronización de precisión en los primeros equipos significaba que los circuitos de base de tiempos necesitaban ocasionalmente un ajuste manual. Si sus frecuencias libres se alejaban demasiado de las frecuencias reales de línea y campo, los circuitos no podían seguir las señales de sincronización entrantes. Si se perdía la sincronización horizontal, la imagen no se podía ver; si se perdía la sincronización vertical, la imagen se desplazaba hacia arriba o hacia abajo por la pantalla.
Los receptores de televisión analógicos más antiguos suelen ofrecer controles manuales para ajustar la sincronización horizontal y vertical. El ajuste adopta la forma de controles de retención horizontal y retención vertical, normalmente en el panel frontal junto con otros controles comunes. Éstos ajustan las frecuencias libres de los osciladores de base de tiempo correspondientes.
Una imagen vertical que se mueve lentamente demuestra que el oscilador vertical está casi sincronizado con la emisora de televisión, pero no se bloquea, a menudo debido a una señal débil o a un fallo en la etapa separadora de sincronización que no restablece el oscilador.
Los errores de sincronización horizontal hacen que la imagen se rasgue en diagonal y se repita por la pantalla como si estuviera enrollada alrededor de un tornillo o de una pértiga de barbero; cuanto mayor sea el error, más copias de la imagen se verán a la vez enrolladas alrededor de la pértiga de barbero.
A principios de los años 80, la eficacia de los circuitos de sincronización y la estabilidad inherente de los osciladores de los aparatos habían mejorado hasta el punto de que estos controles ya no eran necesarios. Ya en 1969 empezaron a aparecer circuitos integrados que eliminaban el control de retención horizontal.
Las últimas generaciones de receptores de televisión analógica utilizaban diseños basados en circuitos integrados en los que las bases de tiempo del receptor se derivaban de osciladores de cristal precisos. Con estos aparatos, el ajuste de la frecuencia de funcionamiento libre de cualquiera de los osciladores de barrido era innecesario y no estaba disponible.
Los controles de retención horizontal y vertical rara vez se utilizaban en los monitores de ordenador basados en TRC, ya que la calidad y la consistencia de los componentes eran bastante altas al llegar la era informática, pero podrían encontrarse en algunos monitores compuestos utilizados con los computadoras domésticas o personales de los años 70-80.

## Otra información técnica

### Componentes de un sistema de televisión

Diagrama de bloques de un típico receptor de televisión monocromo analógico

El sintonizador es el objeto que, con ayuda de una antena, aísla las señales de televisión recibidas por el aire. Existen dos tipos de sintonizadores en la televisión analógica, los sintonizadores VHF y UHF. El sintonizador VHF selecciona la frecuencia de televisión VHF. Ésta consta de un ancho de banda de vídeo de 4 MHz y un ancho de banda de audio de unos 100 kHz. A continuación, amplifica la señal y la convierte en una portadora de vídeo modulada en amplitud de 45,75 MHz de frecuencia intermedia (FI) y una portadora de audio modulada en frecuencia de 41,25 MHz de FI.
Los amplificadores de FI están centrados en 44 MHz para una transferencia de frecuencia óptima de las portadoras de audio y vídeo. Al igual que la radio, la televisión tiene control automático de ganancia (AGC). Este controla la ganancia de las etapas del amplificador de FI y del sintonizador.
El amplificador de vídeo y el amplificador de salida se implementan utilizando un pentodo o un transistor de potencia. El filtro y el demodulador separan el vídeo de 45,75 MHz del audio de 41,25 MHz y luego utiliza simplemente un diodo para detectar la señal de vídeo. Después del detector de vídeo, éste se amplifica y se envía al separador de sincronismo y, a continuación, al tubo de imagen.
La señal de audio pasa a un amplificador de 4,5 MHz. Este amplificador prepara la señal para el detector de 4,5 MHz. A continuación, pasa por un transformador de FI de 4,5 MHz hasta el detector. En televisión, hay 2 formas de detectar señales FM. Una forma es mediante el detector de ratio. Es sencillo pero muy difícil de alinear. La siguiente es un detector relativamente simple. Se trata del detector de cuadratura. Se inventó en 1954. El primer tubo diseñado para este propósito fue el tipo 6BN6. Es fácil de alinear y simple en circuitos. Fue un diseño tan bueno que se sigue utilizando hoy en día en forma de circuito integrado. Después del detector, pasa al amplificador de audio.
La sincronización de la imagen se consigue mediante la transmisión de pulsos de dirección negativa La señal de sincronización horizontal es un único pulso corto que indica el inicio de cada línea. Se definen dos intervalos de tiempo: el porche delantero entre el final del vídeo visualizado y el inicio del pulso de sincronización, y el porche trasero después del pulso de sincronización y antes del vídeo visualizado. Estos intervalos y el propio pulso de sincronización se denominan intervalo de cegado horizontal (o retroceso) y representan el tiempo que el haz de electrones del TRC regresa al inicio de la siguiente línea de visualización.
La señal de sincronización vertical es una serie de impulsos mucho más largos que indican el inicio de un nuevo campo. Los impulsos de sincronización vertical ocupan todo el intervalo de línea de un número de líneas al principio y al final de una exploración; no se transmite información de imagen durante el retroceso vertical. La secuencia de pulsos está diseñada para permitir que la sincronización horizontal continúe durante el retroceso vertical.
Un circuito separador de sincronismo detecta los niveles de tensión de sincronismo y extrae y acondiciona las señales que los osciladores horizontal y vertical pueden utilizar para mantenerse sincronizados con el vídeo. También forma la tensión AGC.
Los osciladores horizontal y vertical forman la trama en el TRC. Son accionados por el separador de sincronismo. Hay muchas maneras de crear estos osciladores. El más antiguo es el oscilador de tiratrón. Aunque se sabe que deriva, hace una onda diente de sierra perfecta. Esta onda diente de sierra es tan buena que no necesita control de linealidad. Este oscilador se diseñó para los TRC de deflexión electrostática, pero también se utilizó en TRC de deflexión electromagnética. El siguiente oscilador desarrollado fue el oscilador de bloqueo que utiliza un transformador para crear una onda de diente de sierra. Sólo se utilizó durante un breve periodo de tiempo y nunca fue muy popular. Por último, el multivibrador fue probablemente el que tuvo más éxito. Necesitaba más ajustes que los otros osciladores, pero es muy sencillo y eficaz. Este oscilador fue tan popular que se utilizó desde principios de los años 50 hasta nuestros días.
Se necesitan dos amplificadores osciladores. El amplificador vertical acciona directamente el yugo. Como funciona a 50 o 60 Hz y acciona un electroimán, es similar a un amplificador de audio. Debido a la rápida deflexión requerida, el oscilador horizontal requiere un transformador flyback de alta potencia accionado por un tubo o transistor de alta potencia. Las bobinas adicionales de este transformador flyback suelen alimentar otras partes del sistema.
La pérdida de sincronización horizontal suele dar lugar a una imagen borrosa e imposible de ver; la pérdida de sincronización vertical produce una imagen que se desplaza hacia arriba o hacia abajo en la pantalla.

### Circuitos de base de tiempo

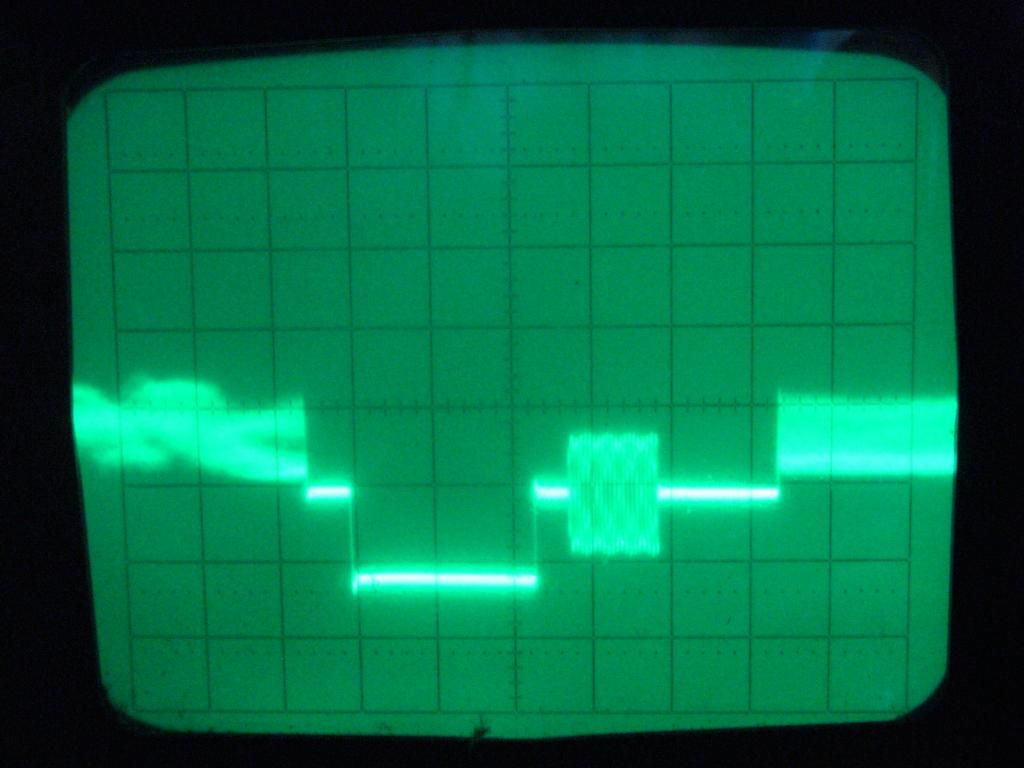
Porción de una señal de vídeo PAL. De izquierda a derecha: final de una línea de vídeo, pórtico delantero, impulso de sincronización horizontal, pórtico trasero con estallido de color y comienzo de la línea siguiente.

En un receptor analógico con pantalla TRC, los impulsos de sincronización se envían a los circuitos de base de tiempo horizontal y vertical (denominados circuitos de barrido en Estados Unidos), cada uno de los cuales consta de un oscilador y un amplificador. Estos circuitos generan formas de onda de sierra y parábola modificadas para barrer el haz de electrones. Las formas de onda son necesarias para compensar las variaciones de distancia entre la fuente del haz de electrones y la superficie de la pantalla. Los osciladores están diseñados para funcionar libremente a frecuencias muy próximas a las velocidades de campo y línea, pero los impulsos de sincronización hacen que se reinicien al principio de cada línea o campo de exploración, lo que da lugar a la sincronización necesaria del barrido del haz con la señal de origen. Las formas de onda de salida de los amplificadores de base de tiempo se alimentan a las bobinas de deflexión horizontal y vertical envueltas alrededor del tubo TRC. Estas bobinas producen campos magnéticos proporcionales a la corriente cambiante y desvían el haz de electrones a través de la pantalla.
En los años 50, la alimentación de estos circuitos se obtenía directamente de la red eléctrica. Un circuito sencillo consistía en una resistencia de caída de tensión en serie y un rectificador. Así se evitaba el coste de un gran transformador de alta tensión (50 o 60 Hz). Era ineficiente y producía mucho calor.

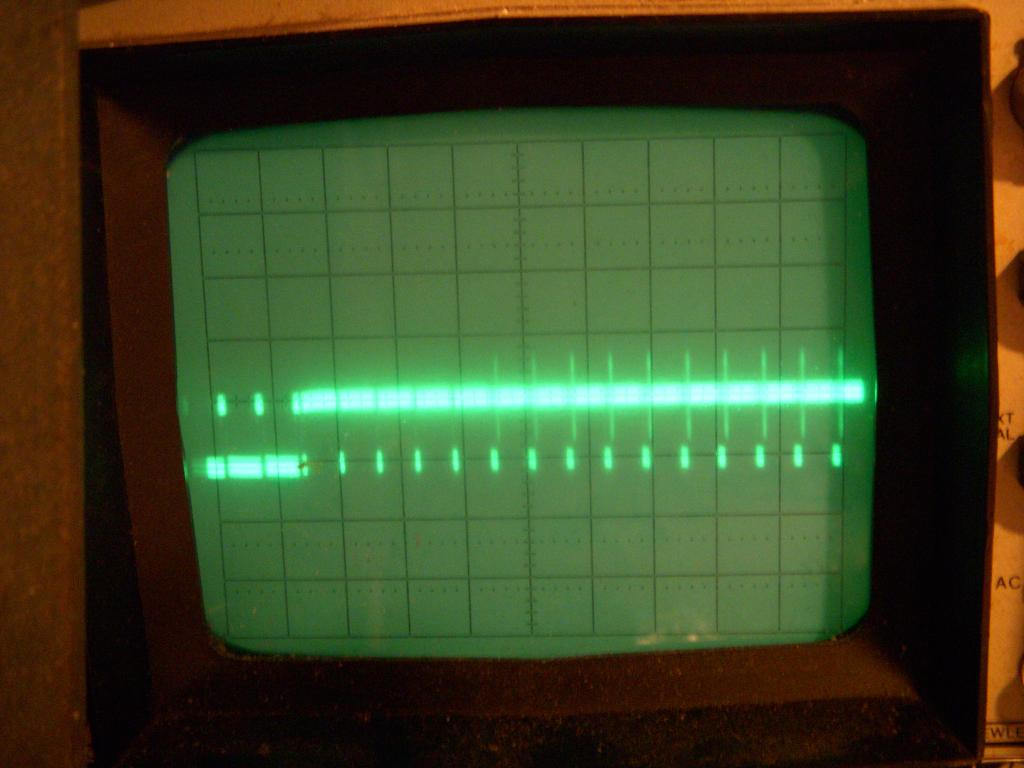
Comienzo de la trama, mostrando varias líneas de barrido; la parte terminal del impulso de sincronización vertical está a la izquierda

En la década de 1960, se introdujo la tecnología de semiconductores en los circuitos de base de tiempo. A finales de los 60, en el Reino Unido, se introdujo la generación de energía síncrona (con la frecuencia de línea de barrido) en los diseños de receptores de estado sólido.
En el Reino Unido se dejaron de utilizar los tipos de alimentación simples (50 Hz) y se introdujeron los circuitos de conmutación basados en tiristores. La razón de los cambios de diseño surgió de los problemas de contaminación del suministro eléctrico derivados de la EMI, y los problemas de carga de suministro debido a la energía que se toma de sólo el medio ciclo positivo de la forma de onda de alimentación de red.

### Fuente de alimentación flyback para TRC
La mayor parte de los circuitos del receptor (al menos en los diseños basados en transistores o circuitos integrados) funcionan con una fuente de alimentación de CC de tensión comparativamente baja. Sin embargo, la conexión del ánodo de un tubo catódico requiere una tensión muy alta (normalmente 10-30 kV) para funcionar correctamente.

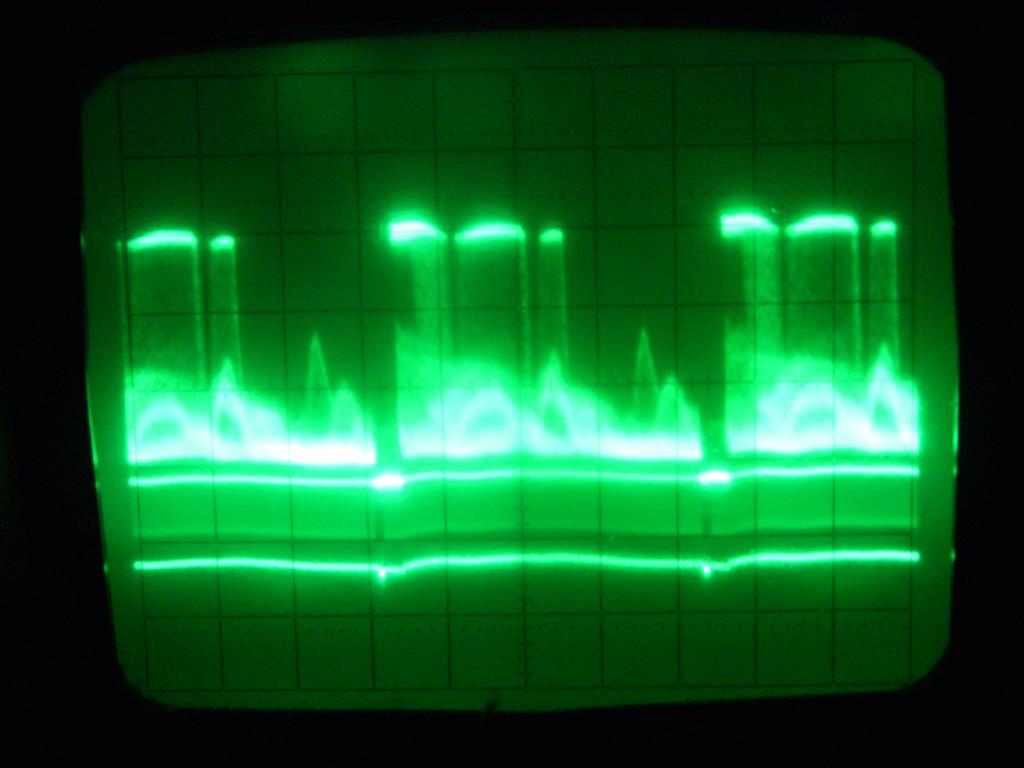
Fotogramas de señal de vídeo PAL. De izquierda a derecha: fotograma con líneas de exploración (superpuestas, los impulsos de sincronización horizontal se muestran como líneas horizontales rectas duplicadas), intervalo de supresión vertical con sincronización vertical (se muestra como un aumento del brillo de la parte inferior de la señal en casi la parte más a la izquierda del intervalo de supresión vertical), fotograma completo, otro VBI con VSYNC, inicio del tercer fotograma.

Esta tensión no es producida directamente por el circuito principal de alimentación, sino que el receptor utiliza el circuito empleado para la exploración horizontal. La corriente continua (CC) se conmuta a través del transformador de salida de línea, y la corriente alterna (CA) se induce en las bobinas de exploración. Al final de cada línea de exploración horizontal, el campo magnético acumulado por la corriente en el transformador y en las bobinas de exploración es una fuente de energía electromagnética latente. Esta energía almacenada del campo magnético colapsado puede captarse. La corriente de flujo inverso, de corta duración (aproximadamente el 10% del tiempo de exploración de la línea), tanto del transformador de salida de línea como de la bobina de exploración horizontal, se descarga de nuevo en el devanado primario del transformador flyback mediante el uso de un rectificador que bloquea esta fuerza contraelectromotriz. Se conecta un condensador de pequeño valor a través del dispositivo de conmutación de barrido. Esto sintoniza las inductancias del circuito para que resuenen a una frecuencia mucho más alta. Esto alarga el tiempo del flyback respecto a la extremadamente rápida tasa de decaimiento que resultaría si estuvieran eléctricamente aislados durante este corto periodo. A continuación, uno de los devanados secundarios del transformador flyback alimenta este breve impulso de alta tensión a un multiplicador de tensión de diseño de generador Cockcroft-Walton. Esto produce la alimentación de alta tensión necesaria. Un convertidor flyback es un circuito de alimentación que funciona según principios similares.

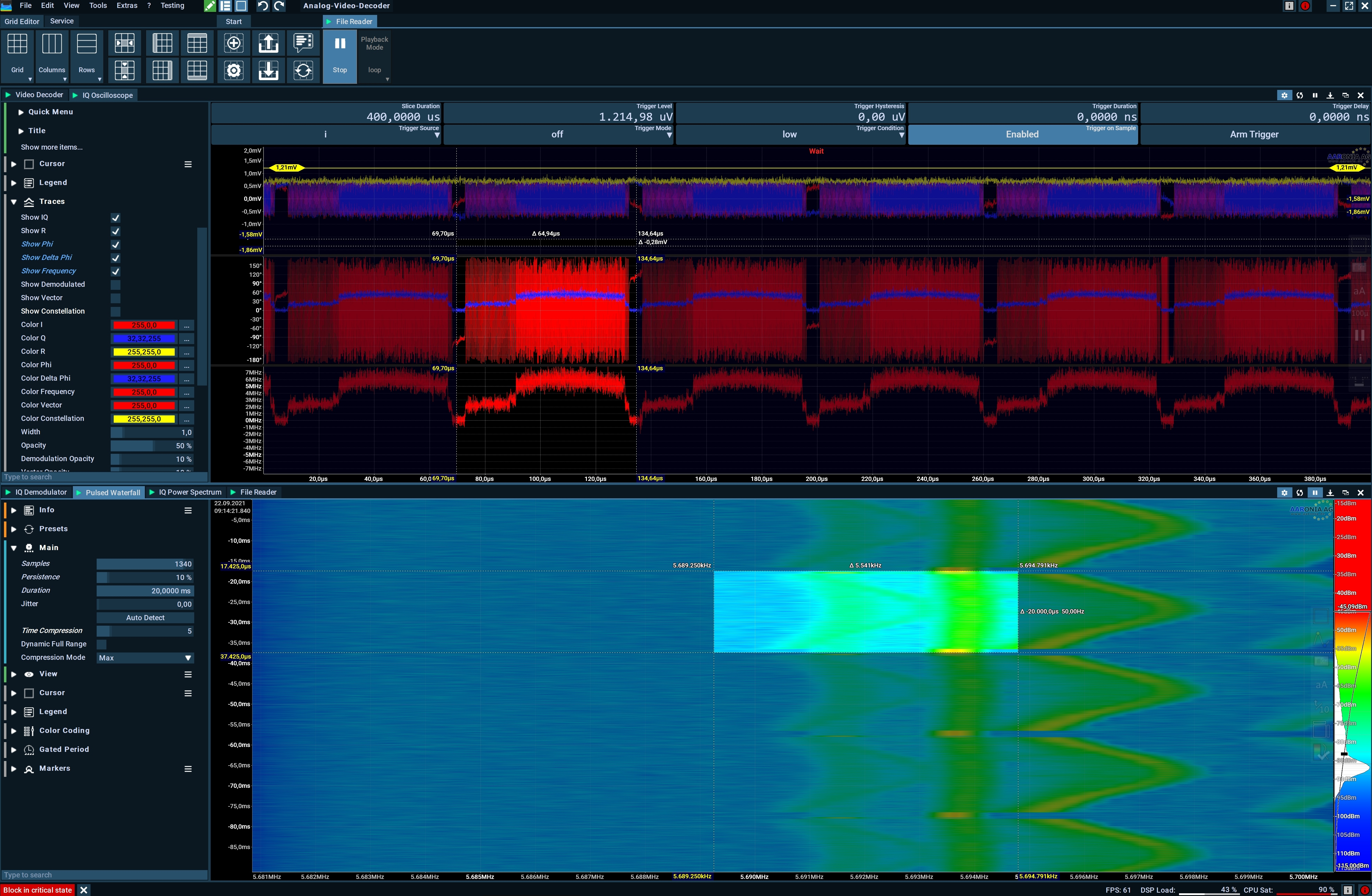
Análisis de una señal PAL y descodificación de la trama de 20 ms y las líneas de 64 μs

Un diseño moderno típico incorpora el transformador flyback y el circuito rectificador en una sola unidad con un conductor de salida cautivo, conocido como transformador de salida de línea dividido por diodos o transformador integrado de alta tensión (IHVT), de modo que todas las piezas de alta tensión están encerradas. Los diseños anteriores utilizaban un transformador de salida de línea independiente y una unidad multiplicadora de alta tensión bien aislada. La alta frecuencia (15 kHz aproximadamente) del barrido horizontal permite utilizar componentes razonablemente pequeños.

## Transición a la tecnología digital
En muchos países se ha dejado de emitir por aire señales analógicas de audio y vídeo para permitir la reutilización del espectro radioeléctrico de televisión para otros servicios, como la difusión de datos y los subcanales.
El primer país en pasar a la radiodifusión digital por aire (televisión terrestre) fue Luxemburgo en 2006, seguido más tarde por los Países Bajos; en 2007 por Finlandia, Andorra, Suecia y Suiza; en 2008 por Bélgica (Flandes) y Alemania; en 2009 por Estados Unidos (estaciones de alta potencia), el sur de Canadá, la Isla de Man, Noruega y Dinamarca. En 2010, Bélgica (Valonia), España, Gales, Letonia, Estonia, las Islas del Canal, San Marino, Croacia y Eslovenia; en 2011, Israel, Austria, Mónaco, Chipre, Japón (excluidas las prefecturas de Miyagi, Iwate y Fukushima), Malta y Francia; en 2012 completaron la transición la República Checa, el Mundo Árabe, Taiwán, Portugal, Japón (incluidas las prefecturas de Miyagi, Iwate y Fukushima), Serbia, Italia, Canadá, Mauricio, el Reino Unido, la República de Irlanda, Lituania, Eslovaquia, Gibraltar y Corea del Sur; en 2013, la República de Macedonia, Polonia, Bulgaria, Hungría, Australia y Nueva Zelanda. El Reino Unido pasó a la televisión digital entre 2008 y 2012, con la excepción de Whitehaven, que lo hizo en 2007. La primera zona exclusiva de televisión digital del Reino Unido fue Ferryside, en Carmarthenshire.
La transición a la televisión digital en Estados Unidos para la transmisión de alta potencia se completó el 12 de junio de 2009, fecha que fijó la Comisión Federal de Comunicaciones (FCC). Casi dos millones de hogares no pudieron seguir viendo la televisión porque no se habían preparado para la transición. La transición se había retrasado por la Ley de Retraso de la TDT. Aunque la mayoría de los telespectadores de la televisión por aire en EE. UU. ven emisoras de plena potencia (que son unas 1.800), hay otras tres categorías de emisoras de televisión en EE. UU.: emisoras de baja potencia, emisoras de clase A y emisoras traductoras de televisión. A ellas se les fijaron plazos más tardíos. En radiodifusión, Estados Unidos influye en el sur de Canadá y el norte de México porque esas zonas están cubiertas por emisoras de televisión estadounidenses.
En Japón, el cambio a la tecnología digital comenzó en la prefectura nororiental de Ishikawa el 24 de julio de 2010 y finalizó en 43 de las 47 prefecturas del país (incluido el resto de Ishikawa) el 24 de julio de 2011, pero en las prefecturas de Fukushima, Iwate y Miyagi, la conversión se retrasó hasta el 31 de marzo de 2012, debido a las complicaciones derivadas del terremoto y tsunami de Tōhoku de 2011 y sus accidentes nucleares conexos.
En Canadá, la mayoría de las grandes ciudades apagaron las emisiones analógicas el 31 de agosto de 2011.
China tenía previsto poner fin a las emisiones analógicas entre 2015 y 2018.
Brasil pasó a la televisión digital el 2 de diciembre de 2007 en sus principales ciudades. En 2017 se estimó que Brasil dejaría de emitir en analógico en 2025.
En Malasia, la Comisión de Comunicaciones y Multimedia de Malasia (MCMC) convocó un concurso en el tercer trimestre de 2009 para la asignación de las bandas de UHF de 470 a 742 MHz, con el fin de que el sistema de radiodifusión de Malasia pasara a la TDT. La nueva asignación de bandas de emisión obligaría a Malasia a construir una infraestructura para todas las emisoras, utilizando un único canal de transmisión/televisión digital terrestre (TDTB). Gran parte de Malasia está cubierta por emisiones de televisión de Singapur, Tailandia, Brunéi e Indonesia (desde Borneo y Batam). A partir del 1 de noviembre de 2019, todas las regiones de Malasia dejaron de utilizar el sistema analógico después de que los estados de Sabah y Sarawak lo apagaran definitivamente el 31 de octubre de 2019.
En Singapur, la televisión digital bajo DVB-T2 comenzó el 16 de diciembre de 2013. La conversión se retrasó muchas veces hasta que la televisión analógica se apagó en la medianoche del 2 de enero de 2019.
En Filipinas, la Comisión Nacional de Telecomunicaciones exigió a todas las empresas de radiodifusión que pusieran fin a la emisión analógica el 31 de diciembre de 2015 a las 23:59. Debido al retraso en la publicación de las normas y reglamentos de aplicación para la emisión de televisión digital, la fecha límite se trasladó a 2020. La emisión digital completa está prevista para 2021 y todos los servicios de televisión analógica deberían cerrarse a finales de 2023. Sin embargo, en febrero de 2023, la CMT pospuso la transición ASO/DTV a 2025 debido a que muchas televisiones provinciales no estaban preparadas para iniciar sus emisiones de televisión digital.
En la Federación Rusa, la Compañía estatal de televisión y radioemisora de toda Rusia (RTRS) desactivó la emisión analógica de los canales federales en cinco etapas, cerrando la emisión en múltiples sujetos federales en cada etapa. La primera región en desactivar la emisión analógica fue Tver Oblast el 3 de diciembre de 2018, y la conversión se completó el 14 de octubre de 2019. Durante la transición, se proporcionaron receptores DVB-T2 y compensaciones monetarias para la compra de equipos de recepción de televisión digital terrestre o por satélite a personas con discapacidad, veteranos de la Segunda Guerra Mundial, ciertas categorías de jubilados y hogares con ingresos por miembro inferiores al salario digno.